# Filiz Koçali
Filiz Koçali (* 22. Januar 1958 in İstanbul, Türkei) ist eine türkische Politikerin, Feministin und Journalistin. Sie war bis 2009 Generalsekretärin der Sosyalist Demokrasi Partisi (SDP), trat dann jedoch  der Barış ve Demokrasi Partisi (BDP) bei.
1976 beteiligt sie sich an der Schülerbewegung. Ihre Ausbildung unterbrechend arbeitet sie in dieser Zeit als Arbeiterin in der Altın Yıldız und in der Arıkol-Fabrik, um an den Kämpfen der Arbeiterbewegung teilzunehmen. Nach dem Putsch vom 12. September 1980 ist sie unter anderem im Menschenrechtsverein in Istanbul aktiv.
Als Journalistin arbeitet sie bei den Zeitschriften Kadınca und Kim sowie der Radikal und bei BİA. Seit 1987 aktiv in der Frauenbewegung, gehört sie 1995 zu den Gründerinnen der feministischen Zeitschrift Pazartesi, deren Chefredakteurin sie zwischenzeitlich wird. Im Februar 2000 trennt sich Filiz Koçali mit anderen Redakteurinnen von der Zeitschrift.
Sie war an der Gründung sowohl der ÖDP als auch der SDP, die sich 2002 von der ÖDP trennte, beteiligt und im Vorstand beider Parteien vertreten. Vom Mai 2004 bis 2009 war sie Generalsekretärin der SDP. 
Sie schreibt eine Kolumne in der Zeitung Özgür Gündem.